# Gyula Aggházy
Gyula Aggházy, madžarski slikar in pedagog, * 20. marec 1850, Dombóvár, † 23. maj 1919, Budimpešta.
Aggházy se je med letoma 1869 in 1871 učil na Dunaju, nato pa do leta 1874 v Münchnu. To njegovo delovanje v Münchnu je tako vplivalo nanj, da je postal t. i. münchenski naturalist.
Mnogo njegovih del se nahaja v Narodni galeriji Madžarske.